# Jaroslav Bogdálek
Jaroslav Bogdálek (* 24. Mai 1929 in Brünn; † 7. Dezember 2022 ebenda) war ein tschechoslowakischer Skirennläufer und Eishockeyspieler.

## Karriere
Jaroslav Bogdálek gewann 13 tschechoslowakische Meistertitel und nahm an zwei Alpinen Skiweltmeisterschaften teil. Der Höhepunkt seiner Karriere war seine Teilnahme an den Olympischen Winterspielen 1956 in Cortina d’Ampezzo. Im Abfahrtslauf lag er 150 Meter vor dem Ziel knapp hinter einem Medaillenrang. Jedoch stürzte Bogdálek, der mit einem Fahrradhelm fuhr, und beendete das Rennen somit nicht. Im Slalomrennen belegte er den 31. und im Riesenslalom den 29. Platz.
Als Eishockeyspieler spielte Bogdálek bei ZJS Zbrojovka Spartak Brünn.
Nach seiner Karriere hatte Bogdálek eine Lehrstelle an der Technischen Universität Brünn. 
Bogdálek starb am 7. Dezember 2022 im Alter von 93 Jahren.